# Design sostenibile
Il design sostenibile (chiamato anche in inglese design for sustainability e ecodesign, o anche design ecologico) è la progettazione di un prodotto di un sistema, sociale o economico, nel rispetto dell'ambiente.
L'intento del design sostenibile è quello di "eliminare completamente l'impatto negativo sull'ambiente attraverso un design intelligente e sensibile".
La progettazione sostenibile coinvolge principi quali riduzione delle quantità di risorse necessarie, riuso, manutenzione, riciclo, dematerializzazione del prodotto-servizio, utilizzo di energie rinnovabili e riduzione delle emissioni inquinanti, attraverso la scelta dei materiali, l'analisi e la certificazione.

## Storia
I primi ad aver posto critiche riguardo al degrado ambientale, aprendo una significativa discussione dovuta all’espansione dell’attività industriale, sono i membri del movimento arts and crafts (1859-1900). Un esempio è William Morris (1834-1895), che si dedicò ad una serie di attività e pratiche per raggiungere una migliore qualità della vita, degli oggetti e dell’ambiente.
Le questioni teoriche iniziano ad avere un peso concreto sui progetti e sulle produzioni industriali di oggetti d’uso quotidiano quarant'anni dopo l'inizio del dibattito, che si aprì già tra la fine degli anni Sessanta e l'inizio degli anni Settanta dove si riscontrano le prime prese di posizione nei confronti dei problemi ambientali. Alcuni esponenti della cultura del design spostarono la loro attenzione sulle problematiche legate alle responsabilità del progettista riguardo appunto al tema dei consumi.
Un esempio è Tomás Maldonado nel saggio La Speranza Progettuale (1971) in cui integrava il proprio discorso critico riguardo alla società dei consumi con l'idea che si fosse persa appunto una "speranza progettuale" che lui stesso intendeva recuperare; oppure il movimento del Radical design, detto anche Contro-design, con esponenti come Ettore Sottsass, Gaetano Pesce e Riccardo Leoni.
Per quanto riguarda l’avvio di studi in materia, gli anni Ottanta furono un periodo determinante; 
nonostante a livello progettuale e industriale non si verifichino significativi cambiamenti verso una nuova estetica sostenibile.
Successivamente si ha un grande cambiamento grazie alla strategia per un vivere sostenibile realizzata dalla World Conservation Union, dall'United Nations Environment Programme e dal World Wildlife Fund, che fornisce oltre 130 proposte operative da effettuare ad ogni livello: locale, comunitario, regionale, nazionale, internazionale.
Negli anni ’90 diventano chiari gli effetti ambientali attribuibili a un prodotto; di conseguenza l'attenzione si sposta sulla progettazione di prodotti a basso impatto ambientale. Inoltre viene introdotto il concetto di ciclo di vita per valutare i prodotti lungo il loro intero percorso, dalla pre-produzione sino alle ultime fasi, come smaltimento e dismissione finale.
Con la nascita di questo concetto si afferma la metodologia dell'analisi del ciclo di vita (LCA) che ha il compito di valutare gli effetti ambientali di tutti i processi di tutte le fasi del ciclo di vita in relazione alla prestazione del prodotto. Con la nascita del LCA il prodotto viene progettato tendendo conto di tutte le fasi del ciclo di vita; questo implica una visione più estesa di quella tradizionalmente adottata per la progettazione.

È evidente quindi un passaggio dalla progettazione del prodotto alla progettazione dell’intero sistema-prodotto coinvolgendo anche quelle fasi che inizialmente non venivano considerate nella progettazione.
Successivamente l’interesse si sposta sul design per l’innovazione del sistema rispetto a quella del singolo prodotto, secondo un'idea di sostenibilità sostenitrice di cambiamenti radicali nei modelli di produzione e consumo.
Sul piano internazionale Gunter Pauli e Heitor Gurgulino de Souza propongono un metodo che incorpora il rispetto per l’ambiente con le tecniche usate dalla natura stessa, facendo del processo produttivo parte di un ecosistema.
Essi costruirono nel 1994 l’istituto di ricerca Zero Emission Research and Initiatives (ZERI).

### Design per equità e coesione sociale

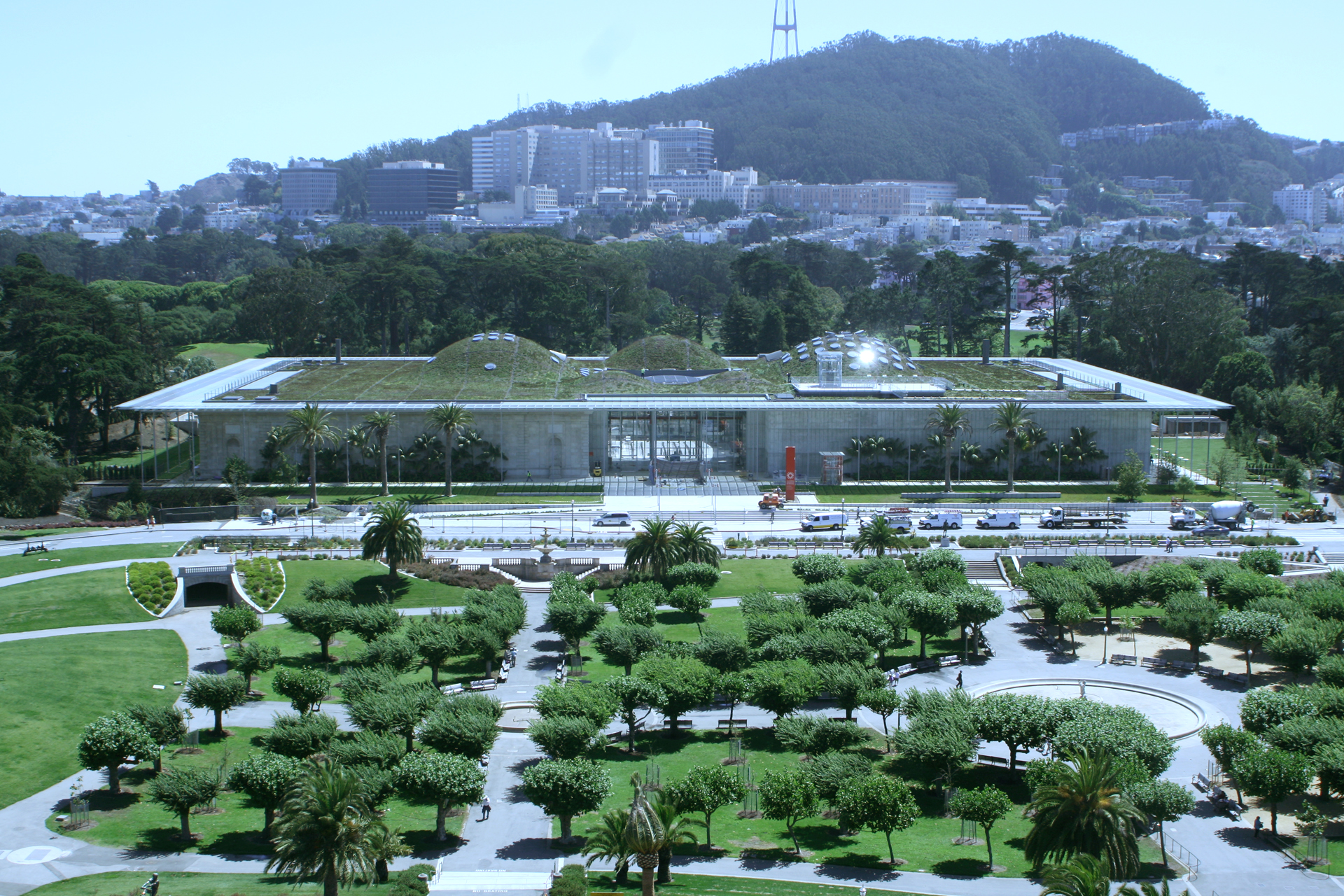
The California Academy of Sciences, edificio sostenibile a San Francisco: progettato da Renzo Piano e inaugurato il 27 settembre 2008.

Il principio di equità prevede che ogni persona abbia diritto alla stessa disponibilità di risorse naturali globali in uno schema di equa redistribuzione delle risorse.
La discussione sul ruolo del design in relazione alla socioetica della sostenibilità è esteso a questioni quali:
- i principi e le regole della democrazia, dei diritti umani e della libertà;
- il raggiungimento della pace e della sicurezza;
- il miglioramento delle informazioni, della formazione e dell’occupazione;
- i principi di equità mondiale nella disponibilità delle risorse;
- il rispetto delle diversità culturali, delle identità regionali e delle biodiversità naturali.

Un esempio è quello dell’innovazione sociale sostenibile che genera soluzioni a basso impatto ambientale, nascendo da una partecipazione sociale attiva.

## Principi del design sostenibile
Il design sostenibile ha alcuni principi generali:
- materiali sostenibili: materiali riciclati o riciclabili, realizzati secondo processi produttivi che utilizzano energie alternative;
- risparmio energetico: utilizzo di processi produttivi o prodotti per ridurre i consumi energetici;
- qualità e durabilità: maggiore resistenza all'usura per ridurre i rifiuti prodotti;
- design e riciclo: previsione di un secondo utilizzo per l'oggetto prodotto, sia come materiale sia come funzione;
- minima diversità dei materiali: diversità dei materiali all'interno dei prodotti multicomponenti ridotta al minimo per promuovere lo smontaggio;[9]
- risorse rinnovabili: materiali provenienti da fonti rinnovabili locali o bioregionali gestite in modo sostenibile, con la possibilità di compostarle quando non sono più utili.

### Hannover principles
I princìpi di Hannover sono un modello di principi di progettazione necessari per la sostenibilità chiamati anche Bill of Rights for the Planet, sviluppato durante l'EXPO 2000 ad Hannover, dall'architetto William McDonough.
I princìpi di Hannover sono:
1. insistere sui diritti dell'umanità e della natura per coesistere in modo sano, solidale, diversificato e in una condizione sostenibile;
2. riconoscere l'interdipendenza. Gli elementi del design umano interagiscono e dipendono dal mondo naturale, con implicazioni ampie e diverse ad ogni scala. Espandere le considerazioni progettuali per riconoscere anche effetti distanti;
3. rispettare le relazioni tra spirito e materia. Considerare tutti gli aspetti dell'insediamento umano, inclusi comunità, abitazioni, industria e commercio in termini di connessioni esistenti ed in evoluzione tra la coscienza spirituale e quella materiale;
4. accettare la responsabilità delle conseguenze riguardo alle decisioni di progettazione sul benessere umano, sulla fattibilità dei sistemi naturali e sul loro diritto di coesistere;
5. creare oggetti sicuri di valore a lungo termine. Non sovraccaricare le generazioni future con i requisiti per la manutenzione o la gestione vigile di potenziali pericoli dovuti alla creazione imprudente di prodotti, processi o standard;
6. eliminare il concetto di rifiuto. Valutare e ottimizzare l'intero ciclo di vita di prodotti e processi, per avvicinarsi allo stato dei sistemi naturali nel quale non ci sono sprechi;
7. ispirarsi ai flussi di energia naturale. I progetti di design concepiti dall'uomo dovrebbero, proprio come il mondo naturale, trarre e basare le loro forze creative sull'energia del sole, incorporandola nei progetti in modo sicuro ed efficiente così da garantirne un uso responsabile;
8. comprendere i limiti del design. Nessuna creazione umana dura per sempre e il design non risolve tutti i problemi. Chi crea e progetta deve praticare l'umiltà di fronte alla natura. Considerare la natura come un modello e un mentore, non un disagio da eludere o controllare;
9. ricercare un miglioramento costante attraverso la condivisione della conoscenza. Incoraggiare la comunicazione diretta e aperta tra colleghi, clienti, produttori e utenti per collegare considerazioni sostenibili a lungo termine con la responsabilità etica e ristabilire la relazione integrale tra processi naturali e attività umane.

## Applicazioni
Dalla progettazione di piccoli oggetti di utilizzo quotidiano alla realizzazioni di aree urbane, il design sostenibile trova applicazioni in numerosi settori: architettura, architettura del paesaggio, design urbano, progettazione urbanistica, ingegneria, grafica, design industriale, architettura degli interni e design della moda.

### Architettura sostenibile
L’architettura sostenibile progetta edifici sostenibili con l'obbiettivo di ridurre gli impatti ambientali durante la produzione di componenti per l’edilizia, la costruzione e il ciclo di vita dell’edificio.
Una questione di primaria importanza nell’architettura sostenibile è l’ubicazione, poiché se quest’ultima non dovesse essere appropriata, causerebbe molti danni di inquinamento a causa degli spostamenti che le persone sarebbero costrette a fare.
Un altro aspetto importante è l’aggiornamento della struttura, piuttosto che l’abbattimento. Come nel caso di Abu Dhabi, i cui edifici governativi, commerciali ed istituzionali hanno subito un retrofitting, ovvero un aggiornamento retroattivo allo scopo di soddisfare nuove esigenze, per ridurre il consumo di energia e acqua, anziché la demolizione e ricostruzione di una nuova struttura.
Infatti l'autorità per l'acqua e l'elettricità di Abu Dhabi (Adwea), con il Dipartimento per lo sviluppo economico dell'emirato (DED) e il Ministero dell'Economia, ha coinvolto le società di servizi energetici per installare in edifici già esistenti sistemi di raffreddamento ed illuminazione più efficienti con lo scopo di ridurre il consumo di acqua ed elettricità del 20% entro il 2030.
Vi è anche l'attenzione rivolta alla sostenibilità dell'architettura degli interni, attraverso la coniugazione di estetica con materiali ecocompatibili, ad esempio nella scelta delle vernici e degli adesivi, prediligendo le aziende locali sostenibili e i materiali riciclati.

### Ecodesign di prodotto[13]
L'ecodesign, noto anche come design sostenibile o ecologico, è un approccio progettuale che mira a integrare principi di sostenibilità nella creazione e ripensamento di prodotti, servizi e processi produttivi. Questo approccio si concentra sulla riduzione dell'impatto ambientale in ogni fase della vita di un oggetto, dalla concezione alla dismissione.

#### Principi Fondamentali dell'Ecodesign
L'ecodesign si basa sull'idea di minimizzare inquinamento e sprechi nel ciclo di vita di un prodotto. Ciò implica l'adozione di criteri sostenibili in fasi diverse come ideazione, produzione, utilizzo e riciclo. Tale approccio non solo considera il presente, ma lega insieme passato e futuro, assicurando che i prodotti siano pratici e durevoli.

#### Il Ruolo delle Aziende
Adottando l'ecodesign, le aziende possono giocare un ruolo cruciale nella lotta contro problemi globali come il cambiamento climatico e l'inquinamento. Questo porta a un modello di sviluppo sostenibile che genera riconoscimento e successo, promuovendo la transizione verso un'economia circolare.

#### Fondamenti del Design Sostenibile
Per le aziende, passare al design sostenibile significa ripensare il proprio modello di business verso pratiche sostenibili che si traducano in azioni concrete. Questo comporta una maggiore consapevolezza dell'impatto ambientale e la scelta di materiali, mezzi di trasporto, packaging e metodi di riciclo più sostenibili.

#### Strumenti di Analisi e Materiali
Un importante strumento di analisi nell'ecodesign è il Life Cycle Assessment (LCA), che valuta quantitativamente l'impatto ambientale di un prodotto nelle sue diverse fasi di vita. Per quanto riguarda i materiali, l'ecodesign privilegia quelli biodegradabili, non tossici, riciclabili, riutilizzabili, duraturi e che generano il minimo spreco nella loro lavorazione, come linoleum, alluminio, sughero, plastica, legno, juta e bambù.

### Ingegneria sostenibile

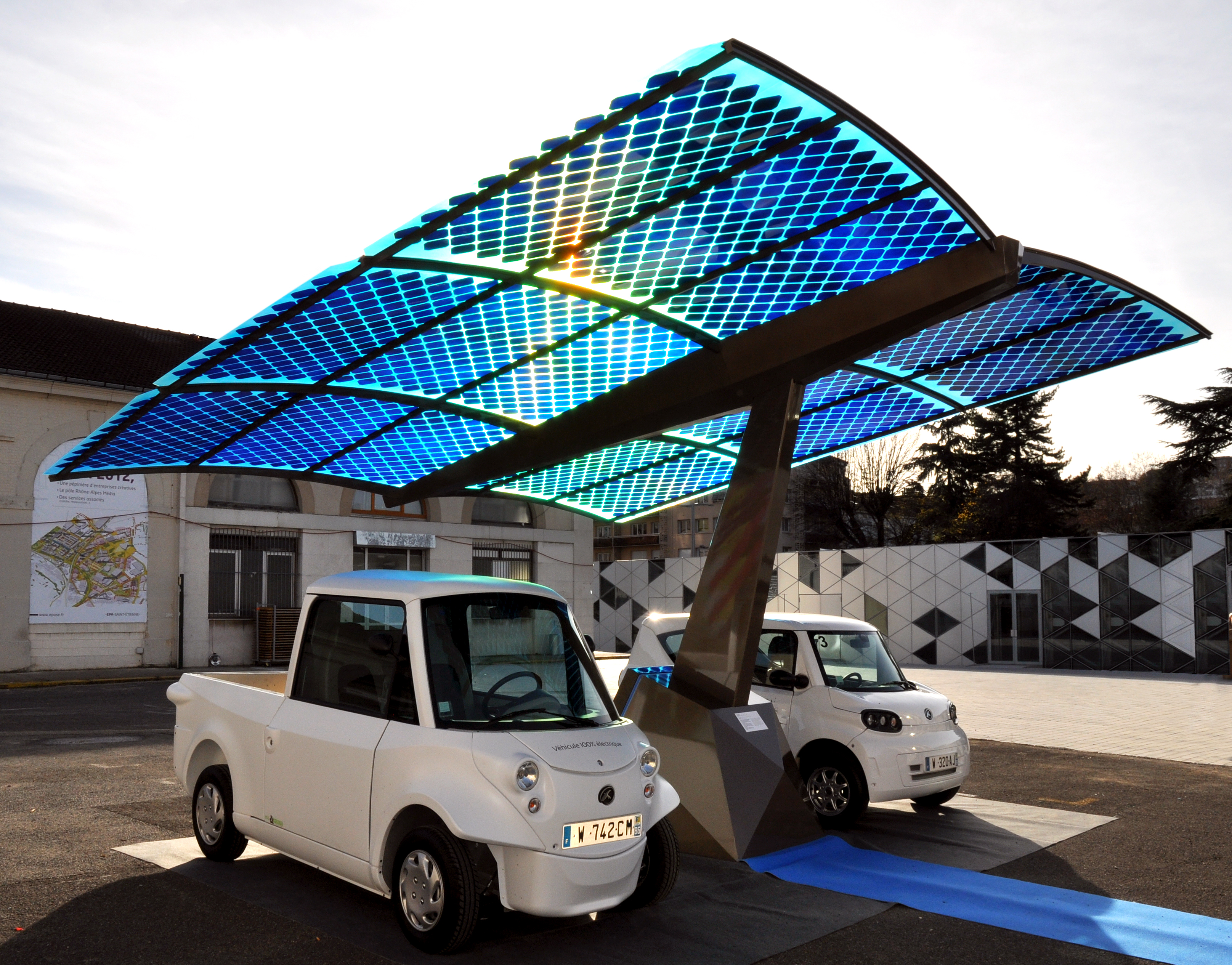
Innovazioni urbane sostenibili: l'ombrellone fotovoltaico "SUDI" è una stazione autonoma e mobile che rifornisce i veicoli elettrici utilizzando l'energia solare.

Per ingegneria sostenibile si intende l'integrazione della sostenibilità e le principali applicazioni ingegneristiche che riguardano l’approvvigionamento idrico, la produzione, i servizi igienico-sanitari, la pulizia dei siti di rifiuto, il ripristino degli habitat naturali ecc. in modo da non compromettere l’ambiente naturale.

### Pianificazione urbana sostenibile
Per pianificazione urbana sostenibile delle città si intende progettare e pianificare gli spazi delle città in modo che rispettino determinati aspetti come: 
- bassa impronta carbonica;
- migliore qualità dell'aria;
- fonti di energia sostenibili;
- relazione sana con l'ambiente.

Inoltre, sono stati sviluppati approcci innovativi per l’uso del suolo, che possono includere edifici e abitazioni verdi, greenway (percorsi piacevoli dal punto di vista ambientale), spazi aperti, risorse di energia alternative ecc.

Trasformando le aree urbane e i quartieri in spazi più sani ed efficienti la pianificazione urbana sostenibile può migliorare la qualità di vita di una città.

### Arredamento d'interni sostenibile
Il design sostenibile ha assunto un ruolo sempre più rilevante anche nel settore dell'arredamento d'interni, contribuendo a ridefinire i criteri progettuali e produttivi in un'ottica di maggiore responsabilità ambientale. L'adozione di pratiche eco-sostenibili si concretizza attraverso la selezione di materiali naturali, riciclati o certificati da enti indipendenti, come ad esempio il legno proveniente da foreste gestite in modo responsabile (certificazione FSC) o tessuti ottenuti da fibre organiche.
Un ulteriore elemento centrale riguarda la progettazione di arredi durevoli, pensati per essere facilmente riparabili, aggiornabili o riciclabili a fine vita, riducendo così la quantità di rifiuti prodotti. Anche il processo produttivo viene ripensato, privilegiando tecnologie a basso consumo energetico, l'uso di vernici e finiture atossiche, e la minimizzazione delle emissioni di anidride carbonica durante la fase di realizzazione e distribuzione.
L'integrazione dei principi del ciclo di vita del prodotto (Life Cycle Assessment, LCA) consente di valutare l'impatto ambientale complessivo dei mobili sin dalle fasi di progettazione, incentivando scelte consapevoli sia dal punto di vista dei produttori che dei consumatori.
Questi approcci mirano non solo a ridurre l'impronta ecologica dell'ambiente costruito, ma anche a promuovere una cultura del consumo consapevole e responsabile, orientata alla durabilità, al riuso e al riciclo. In questo modo, il design d'interni sostenibile si configura come uno strumento chiave per migliorare la qualità degli spazi abitativi e contribuire agli obiettivi globali di sviluppo sostenibile.